# Érione de Buquet
Eriocnemis luciani
Espèce
Répartition géographique
Statut de conservation UICN

 LC  : Préoccupation mineure
Statut CITES
L'Érione de Buquet (Eriocnemis luciani), Érione de Lucien ou Érione catherine, est une espèce d'oiseaux de la famille des Trochilidae.
Son nom commémore l'entomologiste Jean Baptiste Lucien Buquet (1807-1889).

## Habitat
Ses habitats sont les forêts tropicales et subtropicales humides de hautes altitudes.

## Sous-espèces
Selon la classification de référence du Congrès ornithologique international (15.1, 2025) elle se répartit en cinq sous-espèces (ordre phylogénique) du nord au sud :
- Eriocnemis luciani meridae  Schuchmann, Weller & Heynen 2001 — cordillère de Mérida
- Eriocnemis luciani luciani  (Bourcier) 1847
- Eriocnemis luciani baptistae  Schuchmann, Weller & Heynen 2001
- Eriocnemis luciani catharina  Salvin 1897
- Eriocnemis luciani sapphiropygia  Taczanowski 1874